# Sandoy

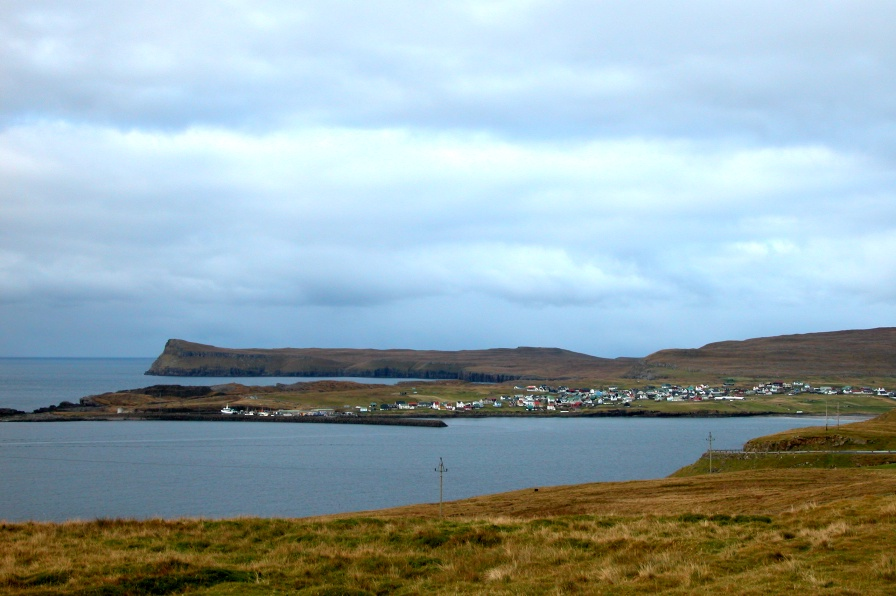
Město Sandur

Sandoy (dán: Sandø, čes.: písčitý ostrov) je Faerský ostrov. Má rozlohu 110,8 km² a žije na něm 1 231 obyvatel.
Sandoy leží mezi ostrovy Skúvoy a Hestur. Na ostrově je 19 vrcholů, z toho nejvyšší Tindur s výškou 479 metrů. Do kraje Sandoy patří také ostrovy Skúvoy a Stóra Dímun.
Největšími městy jsou:
- Sandur (596 obyvatel)
- Skopun (484 obyvatel)
- Skálavík (182 obyvatel)

1,5 % rozlohy ostrova tvoří voda. Velký podíl má jezero Sandsvatn, které má rozlohu 0,8 km² a je třetí největší na Faerech. Dalšími jezery jsou Stóravatn, Lítlavatn a Gróthúsvatn.

## Doprava
Z ostrova do hlavního města Tórshavn je možno se dostat pomocí trajektu. Silniční tunel Sandoyartunnilin by měl být dokončen v roce 2023 a bude ostrov spojovat s největším faerským ostrov Streymoy.

## Sport
V největším městě na ostrově se nachází fotbalový klub B71 Sandur, který se v roce 2007 dostal do první Faerské ligy poté co vyhrál v roce 2006 druhou Faerskou ligu.